# Werner Ferrari
Pour les articles homonymes, voir Ferrari.
Werner Ferrari, né le 29 décembre 1946 à Bâle, est un tueur en série suisse. Il commet ses crimes sur de jeunes enfants entre 1971 et 1989.

## Biographie

### Enfance
Werner Ferrari naît le 29 décembre 1946 à Bâle,. 
Sa mère, Gertrud, n'a que 18 ans à la naissance de son enfant. Elle se marie à trois reprises jusqu'en 1958 et ne sait pas qui est le père de son enfant, qui passe les quatre premières années de sa vie chez sa grand-mère. Peu après son deuxième mariage, la mère reprend l'enfant, mais tant elle que le beau-père, alcoolique, le maltraitent. Elle le remet à un foyer de Rümlingen, dans le canton de Bâle-Campagne, en 1951. L'enfant passe d'un foyer à l'autre, d'abord à Wiesen (Grisons), puis à Herisau (Appenzell Rhodes-Extérieures) et à Igis (Grisons).

### Premiers délits et diagnostics
En 1954, à l'âge de 7 ans, Werner Ferrari passe six mois dans un centre d'observation à Rüfenach (Argovie), où on lui diagnostique plusieurs troubles du développement et de la concentration. Il est ensuite placé à Adelboden (Berne), où un rapport le qualifie de menteur, voleur et énurétique, mais aussi en manque d'amour, affectueux et travailleur.  
En 1958, l'adolescent entre dans une maison d'éducation pour garçon à Liestal (Bâle-Campagne). Il commet de petits larcins et des incendies. En avril 1965, après avoir tenté de faire dérailler un train en posant une de ses chaussures sur les voies, il est interné dans une clinique psychiatrique à Zurich, puis à Bâle après de nouveaux délits. Le médecin traitant lui diagnostique une personnalité infantile, un sous-développement intellectuel et des caractéristiques psychopathes et juge possible qu'il commette un crime pédophile. Il est toutefois autorisé à quitter l'hôpital deux ans plus tard,. 

### Vie adulte
Il vit de petits boulots, notamment dans l'agriculture ou comme manœuvre dans la région de Pratteln (Bâle-Campagne),. En novembre 1986, il décroche un poste d'aide-cuisinier dans un orphelinat de Oberägeri (Zoug), mais il est licencié en mars de l'année suivante pour avoir tenté de s'en prendre sexuellement à un enfant. 
Il cherche la compagnie d'enfants et passe beaucoup de temps avec eux. Certains viennent lui rendre visite dans son appartement et lui écrivent, même après son arrestation. 

### Crimes
Le soir du 6 août 1971, il emmène dans un bois près de Therwil un garçon de dix ans, Daniel Schwan, rencontré dans une fête villageoise à Reinach et, après avoir procédé à des attouchements, l'étrangle lorsqu'il se met à crier. Il se trahit en appelant le lendemain une auberge de Liestal pour savoir si la radio avait rapporté la disparition d'un jeune garçon alors que celle-ci n'était pas encore publique. Arrêté le 12 août, il passe aux aveux le 18 et conduit la police sur les lieux du crime. Le 12 avril 1973, il est condamné à douze ans de prison pour meurtre. Il purge sa peine à l'établissement pénitentiaire de Thorberg jusqu'en août 1976, puis à celui de Regensdorf. Considéré comme guéri, il est relâché pour bonne conduite 11 août 1979 avec trois ans de probation (« patronage »), aux termes desquels il est félicité par écrit pour être rentré dans le droit chemin,,,.
Entre le 16 mai 1980 et le 17 octobre 1987, dix enfants sont portés disparus ou retrouvés morts dans plusieurs cantons. C'est le meurtre de Fabienne Imhof le 26 août 1989 à Hägendorf (Soleure), retrouvée morte à la lisière d'un bois le lendemain d'une fête villageoise, qui permet l'arrestation de Werner Ferrari dans son appartement à Olten le 30 août, grâce aux recoupements entre les meurtres et à la description du tueur faite par une camarade de la dernière victime, qui les avait accompagnés en dehors de la fête.
Lors de l'interrogatoire policier, il reconnaît trois meurtres en fournissant des détails :
- 27 octobre 1983 : Benjamin Egli, âgé de 10 ans. Werner Ferrari le rencontre à Bassersdorf (Zurich) et lui propose de le ramener chez lui, à Kloten, en voiture. Il l'emmène dans un bois, procède à des attouchements et l'étrangle à mort.
- 7 septembre 1985 : Daniel Suter, âgé de 7 ans. Werner Ferrari le rencontre à une fête villageoise à Rümlang (Zurich). Il l'emmène loin des lieux, procède à des attouchements et l'étrangle à mort lorsque l'enfant se met à pleurer. Le corps est retrouvé trois jours plus tard dans le canton d'Argovie.
- 19 octobre 1987 : Christian Widmer, âgé de 10 ans. Werner Ferrari l'enlève d'une fête à Windisch (Argovie) et l'étrangle à mort à Riniken (Argovie)[5],[6],[7].

Il revient cependant plusieurs fois sur ses aveux avant de les confirmer à nouveau. Il nie en revanche dès le début toute implication dans le meurtre de Ruth Steinmann, âgée de 12 ans, étranglée à mort en 16 mai 1980 à Würenlos (Argovie),,.

### Procès
Le procès s'ouvre le 7 décembre 1994 au Tribunal de district de Baden. Le premier jour, Werner Ferrari revient sur ses aveux, ce qui conduit l'avocat commis d'office à remettre son mandat le lendemain. Le procès est alors repoussé et reprend le 6 juin 1995. Le 8 juin 1995, Werner Ferrari est condamné à la réclusion à vie pour l'assassinat de cinq enfants âgés de 7 à 12 ans entre 1980 et 1989 après avoir abusé sexuellement d'eux. Le tribunal ne prononce pas l'internement, selon le président afin d'éviter de devoir examiner chaque année la possibilité d'une libération conditionnelle telle qu'imposée par la loi. 
En 2007, il est blanchi devant le même tribunal de l'assassinat de Ruth Steinmann en raison de nouveaux éléments (une morsure ne correspondant pas à sa dentition et semblant incriminer une autre personne, suicidée en 1983 ; un poil pubien retrouvé sur le corps de l'enfant dont l'ADN ne correspond pas à celui de Werner Ferrari),,.

## Documentaire télévisé
- [vidéo][Production de télévision] « Crime: Le meurtrier d'enfants Werner Ferrari » sur RTS Un, 2021, 50 (1re partie) et 51 min. (2e partie), DOK (SRF) (consulté le 25 octobre 2022)